# Circondario di Pordenone
Il circondario di Pordenone era uno dei circondari in cui era suddivisa la provincia di Udine, esistito dal 1912 al 1926.

## Storia
Il circondario di Pordenone fu istituito nel 1912, succedendo all'omonimo distretto.
Il circondario di Pordenone venne soppresso nel 1926 e il territorio assegnato al circondario di Udine.

## Suddivisione
Il circondario di Pordenone comprendeva i comuni di Pordenone, Andreis, Arba, Aviano, Azzano Decimo, Barcis, Brugnera, Budoja, Caneva, Cavasso Nuovo, Cimolais, Claut, Cordenons, Erto Casso, Fanna, Fiume, Fontanafredda, Frisanco, Maniago, Montereale Cellina, Pasiano, Polcenigo, Porcia, Prata di Pordenone, Roveredo in Piano, Sacile, San Quirino, Vallenoncello, Vivaro e Zoppola.